# Маунтен-Сіті (Техас)
Маунтен-Сіті (англ. Mountain City) — місто (англ. city) в США, в окрузі Гейс штату Техас. Населення — 622 особи (2020).

## Географія
Маунтен-Сіті розташований за координатами 30°2′21″ пн. ш. 97°53′29″ зх. д. / 30.03917° пн. ш. 97.89139° зх. д. (30.039190, -97.891508).  За даними Бюро перепису населення США в 2010 році місто мало площу 1,37 км², уся площа — суходіл.

## Демографія
Згідно з переписом 2010 року, у місті мешкало 648 осіб у 225 домогосподарствах у складі 199 родин. Густота населення становила 474 особи/км².  Було 229 помешкань (168/км²).
Расовий склад населення:
| - 90,9 % — білих - 0,8 % — корінних американців - 0,8 % — азіатів - 0,3 % — чорних або афроамериканців - 5,4 % — осіб інших рас |

До двох чи більше рас належало 1,9 %. Частка іспаномовних становила 22,4 % від усіх жителів.
За віковим діапазоном населення розподілялося таким чином: 25,2 % — особи молодші 18 років, 65,2 % — особи у віці 18—64 років, 9,6 % — особи у віці 65 років та старші. Медіана віку мешканця становила 45,3 року. На 100 осіб жіночої статі у місті припадало 107,7 чоловіків;  на 100 жінок у віці від 18 років та старших — 104,6 чоловіків також старших 18 років.
Середній дохід на одне домашнє господарство  становив 115 229 доларів США (медіана — 113 125), а середній дохід на одну сім'ю — 118 666 доларів (медіана — 114 063). Медіана доходів становила 73 333 долари для чоловіків та 65 000 доларів для жінок. За межею бідності перебувало 1,2 % осіб, у тому числі 0,0 % дітей у віці до 18 років та 6,9 % осіб у віці 65 років та старших.
Цивільне працевлаштоване населення становило 420 осіб. Основні галузі зайнятості: освіта, охорона здоров'я та соціальна допомога — 30,0 %, публічна адміністрація — 16,2 %, роздрібна торгівля — 9,3 %, виробництво — 8,6 %.